# Liste der Monuments historiques in Esmans
Die Liste der Monuments historiques in Esmans führt die Monuments historiques in der französischen Gemeinde Esmans auf.

## Liste der Bauwerke
| Bezeichnung                       | Beschreibung                  | Standort | Kennzeichnung | Schutzstatus | Datum | Bild           |
| --------------------------------- | ----------------------------- | -------- | ------------- | ------------ | ----- | -------------- |
| Schloss                           | Erbaut im 13./14. Jahrhundert | (Lage)   | PA00086951    | Inscrit      | 1946  | weitere Bilder |
| Kirche Notre-Dame-de-l’Assomption |                               | (Lage)   | PA00086952    | Inscrit      | 1930  | weitere Bilder |

## Liste der Objekte
Zum Verständnis siehe: Kirchenausstattung
- Monuments historiques (Objekte) in Esmans in der Base Palissy des französischen Kultusministeriums